# Volley Brolo 2012-2013
Questa voce raccoglie le informazioni riguardanti il Volley Brolo nelle competizioni ufficiali della stagione 2012-2013.

## Stagione
La stagione 2012-13 è per il Volley Brolo, sponsorizzata dall'Elettrosud SPA, la prima in Serie A2: la squadra a disposizione dell'allenatore Paolo Tofoli viene completamente rinnovata rispetto all'annata precedente, con l'arrivo di dodici nuovi giocatori con esperienza nella categoria; a metà campionato cambia poi la diagonale palleggiatore - opposto titolare, a causa della cessione di Axel Jacobsen e Robin Overbeeke, sostituiti da Maximilliano Cavanna e Federico Pereyra.
In campionato la squadra fatica molto nel girone di andata, andando incontro a nove sconfitte su dodici incontri disputati e chiudendo la prima fase del torneo al decimo posto: le uniche due vittorie sono quelle contro il Volley Potentino e la Pallavolo Impavida Ortona, entrambe in casa. Nel ritorno la situazione non migliora, e nonostante altre quattro vittorie, fra cui anche la prima affermazione in trasferta sul campo della Pallavolo Loreto, il Volley Brolo chiude al dodicesimo e penultimo posto, risultato che vale comunque la permanenza nella categoria.

## Organigramma societario
Area direttiva
- Presidente: Salvatore Messina
- Vicepresidente: Alderigo Dainotti
- Direttore sportivo: Dario Presti
- Team manager: Enza Rifici

Area organizzativa
- Segreteria generale: Adriana Gaglio

Area tecnica
- Allenatore: Paolo Tofoli
- Allenatore in seconda: Giuseppe Romeo
- Scoutman: Davide Fossale
- Responsabile settore giovanile: Enza Rifici

Area comunicazione
- Relazioni esterne: Adriana Gaglio
- Addetto stampa: Marcello Pinciotta

Area marketing
- Responsabile marketing: Andonino Dovico Lupo

Area sanitaria
- Medico: Giuseppe Pruiti
- Staff medico: Elisabetta Morini, Giuseppe Raffaele
- Preparatore atletico: Omar Fabian Pelillo
- Fisioterapista: Piero Faustino

## Rosa
| N° | Nome                 | Ruolo | Data di nascita   | Nazionalità sportiva |
| -- | -------------------- | ----- | ----------------- | -------------------- |
| 1  | Pierlorenzo Buzzelli | S     | 21 luglio 1990    | Italia               |
| 2  | Alessandro Blasi     | P     | 22 marzo 1992     | Italia               |
| 4  | Luigi Ricci          | S     | 16 febbraio 1991  | Italia               |
| 5  | Nicola Sesto         | C     | 11 maggio 1987    | Italia               |
| 6  | Iván Ruiz            | S     | 26 marzo 1977     | Italia               |
| 7  | Salvo Scolaro        | L     | 1º dicembre 1987  | Italia               |
| 8  | Axel Jacobsen        | P     | 10 luglio 1984    | Danimarca            |
| 9  | Federico Pereyra     | S/O   | 19 giugno 1988    | Argentina            |
| 10 | Maximiliano Cavanna  | P     | 2 luglio 1988     | Argentina            |
| 11 | Robin Overbeeke      | S/O   | 2 luglio 1988     | Argentina            |
| 11 | Giorgio Guglielmo    | L     | 17 maggio 1996    | Italia               |
| 12 | Mario Ferraro        | C     | 22 ottobre 1987   | Italia               |
| 14 | Alessandro Paoli     | C     | 19 marzo 1984     | Italia               |
| 15 | Michele Capra        | S     | 10 aprile 1985    | Italia               |
| 16 | Daniele Mengozzi     | S     | 18 aprile 1987    | Italia               |
| 18 | Edoardo Ciabattini   | L     | 18 settembre 1989 | Italia               |

## Mercato
| Acquisti | Acquisti             | Acquisti            | Acquisti   |
| R.       | Nome                 | da                  | Modalità   |
| -------- | -------------------- | ------------------- | ---------- |
| P        | Alessandro Blasi     | Milano              | definitivo |
| S        | Pierlorenzo Buzzelli | Argos               | definitivo |
| S        | Michele Capra        | Team Club           | definitivo |
| P        | Maximiliano Cavanna  | La Unión de Formosa | definitivo |
| L        | Edoardo Ciabattini   | Gabeca              | definitivo |
| C        | Mario Ferraro        | Foggia              | definitivo |
| P        | Axel Jacobsen        | Bühl                | definitivo |
| S        | Daniele Mengozzi     | La Fenice Isernia   | definitivo |
| S/O      | Robin Overbeeke      | Asse-Lennik         | definitivo |
| C        | Alessandro Paoli     | Loreto              | definitivo |
| S/O      | Federico Pereyra     | Al-Ahli             | definitivo |
| S        | Luigi Ricci          | Conselice           | definitivo |
| S        | Iván Ruiz            | Genova              | definitivo |
| C        | Nicola Sesto         | La Fenice Isernia   | definitivo |

| Cessioni | Cessioni        | Cessioni    | Cessioni   |
| R.       | Nome            | a           | Modalità   |
| -------- | --------------- | ----------- | ---------- |
| P        | Axel Jacobsen   | Bühl        | definitivo |
| S/O      | Robin Overbeeke | Asse-Lennik | definitivo |

## Risultati

### Serie A2

#### Girone di andata
| 1ª giornata - 7 ottobre 2012 Palasport di Case Nuove Russo, Patti    | Brolo             | 2 - 3 | Milano            | 24-26, 25-20, 25-22, 22-25, 17-19 |
| 2ª giornata - 14 ottobre 2012 PalaFabris, Padova                     | Padova            | 3 - 1 | Brolo             | 25-23, 22-25, 25-21, 25-21        |
| 4ª giornata - 28 ottobre 2012 PalaBigi, Reggio nell'Emilia           | Tricolore         | 3 - 2 | Brolo             | 24-26, 24-26, 25-18, 25-17, 15-10 |
| 5ª giornata - 1º novembre 2012 Palasport di Case Nuove Russo, Patti  | Brolo             | 3 - 2 | Potentino         | 25-16, 27-29, 25-17, 21-25, 15-13 |
| 6ª giornata - 4 novembre 2012 PalaPoli, Molfetta                     | Molfetta          | 3 - 0 | Brolo             | 25-20, 25-18, 25-20               |
| 7ª giornata - 11 novembre 2012 Palasport di Case Nuove Russo, Patti  | Brolo             | 2 - 3 | Città di Castello | 18-25, 25-21, 25-19, 21-25, 15-17 |
| 8ª giornata - 17 novembre 2012 PalaDelMauro, Avellino                | Atripalda         | 3 - 0 | Brolo             | 28-26, 25-23, 25-17               |
| 9ª giornata - 25 novembre 2012 Palasport di Case Nuove Russo, Patti  | Brolo             | 3 - 1 | Matera Bulls      | 21-25, 20-25, 25-20, 25-17        |
| 10ª giornata - 2 dicembre 2012 Palasport di Case Nuove Russo, Patti  | Brolo             | 3 - 0 | Impavida Ortona   | 27-25, 25-23, 25-23               |
| 11ª giornata - 9 dicembre 2012 PalaPolsinelli, Sora                  | Argos             | 3 - 0 | Matera Bulls      | 25-16, 25-17, 25-10               |
| 12ª giornata - 16 dicembre 2012 Palasport di Case Nuove Russo, Patti | Brolo             | 2 - 3 | Loreto            | 22-25, 21-25, 25-19, 25-23, 10-15 |
| 13ª giornata - 22 dicembre 2012 PalaCorigliano, Corigliano Calabro   | Corigliano Volley | 3 - 2 | Brolo             | 21-25, 25-23, 15-25, 25-23, 15-10 |

#### Girone di ritorno
| 1ª giornata - 6 gennaio 2013 Palazzetto dello Sport, Monza          | Milano            | 3 - 0 | Brolo             | 25-21, 25-17, 25-19               |
| 2ª giornata - 13 gennaio 2013 Palasport di Case Nuove Russo, Patti  | Brolo             | 2 - 3 | Padova            | 25-23, 21-25, 25-23, 16-25, 13-15 |
| 4ª giornata - 27 gennaio 2013 Palasport di Case Nuove Russo, Patti  | Brolo             | 3 - 1 | Tricolore         | 25-22, 25-22, 28-30, 25-17        |
| 5ª giornata - 30 gennaio 2013 PalaPrincipi, Potenza Picena          | Potentino         | 3 - 1 | Brolo             | 25-23, 20-25, 25-14, 26-24        |
| 6ª giornata - 3 febbraio 2013 Palasport di Case Nuove Russo, Patti  | Brolo             | 3 - 2 | Molfetta          | 21-25, 20-25, 25-20, 25-21, 15-12 |
| 7ª giornata - 10 febbraio 2013 PalaIoan, Città di Castello          | Città di Castello | 3 - 0 | Brolo             | 31-29, 28-26, 25-18               |
| 8ª giornata - 17 febbraio 2013 Palasport di Case Nuove Russo, Patti | Brolo             | 3 - 0 | Atripalda         | 25-23, 25-21, 27-25               |
| 9ª giornata - 24 febbraio 2013 PalaSassi, Matera                    | Matera Bulls      | 3 - 1 | Brolo             | 18-25, 25-21, 25-18, 25-22        |
| 10ª giornata - 3 marzo 2013 Palasport Comunale, Ortona              | Impavida Ortona   | 3 - 1 | Brolo             | 25-20, 25-20, 21-25, 25-18        |
| 11ª giornata - 10 marzo 2013 Palasport di Case Nuove Russo, Patti   | Brolo             | 0 - 3 | Argos             | 19-25, 15-25, 23-25               |
| 12ª giornata - 17 marzo 2013 PalaSerenelli, Loreto                  | Loreto            | 2 - 3 | Brolo             | 23-25, 25-21, 25-21, 22-25, 11-15 |
| 13ª giornata - 24 marzo 2013 Palasport di Case Nuove Russo, Patti   | Brolo             | 0 - 3 | Corigliano Volley | 23-25, 23-25, 25-27               |

## Statistiche

### Statistiche di squadra
| Competizione | Punti | In casa | In casa | In casa | In trasferta | In trasferta | In trasferta | Totale | Totale | Totale |
| Competizione | Punti | G       | V       | P       | G            | V            | P            | G      | V      | P      |
| ------------ | ----- | ------- | ------- | ------- | ------------ | ------------ | ------------ | ------ | ------ | ------ |
| Serie A2     | 21    | 12      | 6       | 6       | 12           | 1            | 11           | 24     | 7      | 17     |
| Totale       | -     | 12      | 6       | 6       | 12           | 1            | 11           | 24     | 7      | 17     |

G = partite giocate; V = partite vinte; P = partite perse

### Statistiche dei giocatori
| Giocatore        | Serie A2 | Serie A2 | Serie A2 | Serie A2 | Serie A2 | Totale | Totale | Totale | Totale | Totale |
| Giocatore        | P        | PT       | AV       | MV       | BV       | P      | PT     | AV     | MV     | BV     |
| ---------------- | -------- | -------- | -------- | -------- | -------- | ------ | ------ | ------ | ------ | ------ |
| A. Blasi         | 22       | 4        | 0        | 0        | 4        | 22     | 4      | 0      | 0      | 4      |
| P. Buzzelli      | 24       | 73       | 67       | 3        | 3        | 24     | 73     | 67     | 3      | 3      |
| M. Capra         | 18       | 60       | 49       | 6        | 5        | 18     | 60     | 49     | 6      | 5      |
| M. Cavanna       | 17       | 44       | 25       | 10       | 9        | 17     | 44     | 25     | 10     | 9      |
| E. Ciabattini    | 18       | -        | -        | -        | -        | 18     | -      | -      | -      | -      |
| M. Ferraro       | 13       | 39       | 27       | 11       | 1        | 13     | 39     | 27     | 11     | 1      |
| G. Guglielmo     | 1        | -        | -        | -        | -        | 1      | -      | -      | -      | -      |
| A. Jacobsen      | 6        | 18       | 8        | 7        | 3        | 6      | 18     | 8      | 7      | 3      |
| D. Mengozzi      | 24       | 208      | 184      | 20       | 4        | 24     | 208    | 184    | 20     | 4      |
| R. Overbeeke     | 11       | 198      | 178      | 12       | 8        | 11     | 198    | 178    | 12     | 8      |
| A. Paoli         | 22       | 180      | 108      | 56       | 16       | 22     | 180    | 108    | 56     | 16     |
| Federico Pereyra | 10       | 226      | 196      | 12       | 18       | 10     | 226    | 196    | 12     | 18     |
| L. Ricci         | 3        | 7        | 5        | 0        | 2        | 3      | 7      | 5      | 0      | 2      |
| I. Ruiz          | 22       | 287      | 246      | 19       | 22       | 22     | 287    | 246    | 19     | 22     |
| S. Scolaro       | 15       | -        | -        | -        | -        | 15     | -      | -      | -      | -      |
| N. Sesto         | 22       | 182      | 122      | 52       | 8        | 22     | 182    | 122    | 52     | 8      |

P = presenze; PT = punti totali; AV = attacchi vincenti; MV = muri vincenti; BV = battute vincenti